# 陆相沉积
陆相沉积是沉积相的一个一级相组。大陆环境的沉积条件较为复杂，沉积物多样化，相变在时间和空间上变化较快。沉积介质包括水、大气和冰川；介质动力条件以单向水流为主，也有风、冰川和波浪的作用。陆相沉积的沉积类型以碎屑岩为主，自砾岩到泥岩都有，碳酸盐岩和其他內源岩相对较少。大陆沉积环境中以冲击环境最为常见，其次为湖泊环境，再次为沼泽、沙漠、冰川等环境。陆相沉积可分为残积相、坡积-坠积相、沙漠相（风成）、冰川相、冲积扇相、河流相、湖泊相、沼泽相等多个二级相组，各相组下又可再分为数个三级相。